# سروال المظلة
بنطال المظلة هو نوع من البناطيل يتميز باستخدام النايلون مانع للتمزق أو ذو قصة فضفاضة للغاية. وفي النمط الأصلي الفضفاض من السبعينيات، ذو سحاب غريب أشار تعبير «المظلة» المشار إلى مادة النايلون الاصطناعية التي تصنع منها البناطيل. في الثمانينات، أشار تعبير «المظلة» إلى التهدل الشديد للبنطال. وعادة ما يرتديه الرجال ويصبغ بألوان زاهية في كثير من الأحيان. أصبحت بناطيل المظلة بدعة في الثقافة الأميركية في الثمانيات بسبب انتشار رقصة البريك دانس الشعبية.

## وظيفة البنطال
استعمل رواد راقصي البريك دانس النايلون الكثيف لعمل بناطيل تكون قادرة على تحمل الاحتكاك مع سطح الرقص («لوح البريك»)، في الوقت نفسه تقلل الاحتكاك مع سطح الرقص، مما يسمح بإجراء «حركات بريك دانس» سريعة ومعقدة من دون خوف من حروق الاحتكاك أو اهتراء في الملابس. بعض المصادر، وربما الملفقة، ردت التسمية إلى استعمال نايلون المظلات الحقيقية لصناعة مثل هذه البناطيل. في بدايات الثمانينات، كانت بناطيل المظلة ذات قصة ضيقة وأصبحت فيما بعد أوسع. في أوخر الثمانينات، أصبح يستعمل مصطلح «بنطال المظلة» لوصف أي بنطال ضخم عند الأرداف بعض الشيء، وضيق عند الكاحلين.
وعندما تصنع وتسوق كمملابس عصرية، تصنع بناطيل المظلة في كثير من الأحيان من الألياف الصناعية الخفيفة الوزن، مما يجعل هذا النوع من البناطيل ملاءمة للأزياء أكثر منها لرقص البريك دانس.

## ملابس موضة
انشرت بناطيل المظلة كقصة زي راقي من قبل راقصي الهيب هوب. ولهذا السبب غالباً ما تنسج من قماش فضفاض وخفيف، مع مقعد منخفض تحتوي على طيات كثيرة، ويطبع عليه تصاميم معقدة، بدءً من أنماط النيون وحتى طباعة أنماط شرقية ومتناقضة. ويصمم أيضاً في بعض الأحيان بالعديد من السوستة والجيوب، على الرغم من أن العديد من هذه الجيوب كانت صغيرة جداً ولا تستخدم كجيوب إنما وجدت فقط من أجل تخييط سستة سطحية أو لميزة أخرى لتشكيل الزي.
اعتباراً من عام 2010 أصبحت بناطيل المظلة نادرة في عالم الأزياء.